# Etnologie
Etnologie este un termen care provine din: cuvântul grec ethnos (grup uman cu trăsături comune, tagmă, societate de indivizi asemănători), tradus în epoca modernă drept etnie, grup lingvistic sau rasial, comunitate, popor, națiune.
Etnologia a primit astfel două accepțiuni: 
(1) studiu al etniilor sau grupurilor/comunităților etnice, diferite de etnia (și cultura națională a) cercetătorului; 
(2) studiu al propriei etnii naționale, al obiceiurilor și folclorului național, considerat a fi exprimat de grupuri sociale "privilegiate" (precum țăranii), care moștenesc trăsături culturale arhaice și astfel descriu forme culturale "autentice".
Prima accepțiune se datorează Școlii franceze de etnologie și antropologie și este legată de cercetările etnologilor/antropologilor francezi asupra culturilor coloniale; cea de a doua, Școlii germane și este legată de studierea poporului și culturii naționale germane (Völkerkunde). În România și țările estice a predominat și predomină a doua accepțiune a termenului, pentru prima accepțiune fiind folosit din ce în ce mai mult termenul de antropologie culturală. 
În lucrarea sa Antropologia structurală (1959), antropologul francez Claude Levi-Strauss, propune o clasificare care depășește această separare între două științe, vorbind despre trei etape ale unei aceleiași discipline:
Etnografia "corespunde primelor stadii ale cercetării: observație și descriere, muncă de teren; o monografie referitoare la un grup destul de restrâns pentru ca autorul să fi putut strânge cea mai mare parte a informației sale datorită unei experiențe personale"
Etnologia "reprezintă un prim pas spre sinteză; fără a exclude observația directă, ea tinde spre concluzii suficient de largi (...); această sinteză se poate opera în trei direcții: 
- geografică - dacă dorim să integrăm cunoștințe relative la grupuri învecinate;
- istorică - dacă urmărim reconstituirea trecutului uneia sau mai multor populații;
- sistematică - dacă izolăm, pentru a-i acorda atenție specială, un anumit tip de tehnică, un obicei, sau o instituție (...)

În toate cazurile, etnologia cuprinde ca demers preliminar etnografia și constituie prelungirea acesteia" 
Antropologia "vizează o cunoaștere globală a omului, cuprinzând subiectul în toată extinderea lui istorică și geografică, aspirând la o cunoaștere aplicabilă ansamblului dezvoltării umane de la, să spunem, hominizi până la rasele moderne și căutând să ajungă la concluzii, pozitive sau negative, valabile însă pentru toate societățile umane, de la marele oraș modern până la cel mai mic trib melanezian"
- antropologie :: etnologie :: etnografie
"În acest sens se poate spune, așadar, că între antropologie și etnologie există același raport care a fost definit mai sus între aceasta din urmă și etnografie" (Claude Levi-Strauss)
- antropologie/etnologie/etnografie
"Etnografia, etnologia și antropologia nu constituie trei discipline diferite sau trei concepții diferite despre aceleași studii. Ele sunt, de fapt, trei etape sau trei momente ale aceleiași cercetări" (Claude Levi-Strauss)

## Observații
În anii din urmă (după 1960, și după 1990 și mai evident) limbajul antropologiei culturale (deci și denumirile de mai sus) tinde să se unifice sub influența antropologiei americane sau anglo-americane. În acest context termenii englezești tind tot mai mult, precum și în alte domenii, să devină canonici în limbajul științific antropologic la nivel global. 
Se poate si observa ca,treptata renunțare la termenii de "etnologie", "etnografie", "folclor", cu tot ce însemnau ei, și înlocuirea lor sau (mai frecvent) încercarea de integrare a lor în termenul mai generos de "antropologie culturală". În același timp termeni precum "Volkerkunde" sau "ethnologie" tind să fie utilizați doar în sensul indicării unui "specific local" (cu istoria lor), german sau francez, legat de aceste denumiri; respectiv să capete accepțiunea unor științe asociate unor ideologii sau regimuri politice care le-au instrumentat (precum în cazul etnologiei și folclorului românești). 
Se păstrează însă o relativă distincție între antropologia culturală ca știință socială complexă, integratoare etc. și etnografie ca însemnând partea descriptivă (survenind unei metodologii) a antropologiei. Totodată tinde să se extindă accepțiunea termenului etnografie înspre (a) alte domenii (însemnând partea descriptivă sau supusă unei metodologii calitative a cercetărilor din): sociologie, cultural studies, politologie, pedagogie, mass-media și comunicare, studii asupra dezvoltării sau relațiilor de putere (din școli, spitale, închisori etc.), respectiv înspre (b) dimensiunea reflexiv-critică a antropologiei (punând accent pe faptul că antropologul reflectează asupra ceea ce face tocmai în postura sa de etnograf). 
În spațiul științific românesc aceste accepțiuni ale etnografiei nu sunt curente, metodologia etnologică fiind mult mai mult asociată cu o "perspectiva folclorică", și în cele din urmă cu o viziune textuală, literaturizată a culturii. În istoria științelor sociale din România există însă o perspectivă metodologică mult mai apropiată de etnografia modernă, metoda monografică, care nu a fost însă adoptată de știința etnologică românească.

## Etnologi români
- Simion Florea Marian, Nunta la români, Nașterea la români, Moartea la români
- Ovid Densusianu, Folklorul. Cum trebuie înțeles, Vieața păstorească în poezia noastră populară
- Romulus Vuia, Studii de etnografie și folclor
- Petru Caraman, Colindatul la români, slavi și la alte popoare
- Ernest Bernea, Spațiu, timp și cauzalitatea la poporul român
- Constantin Brăiloiu, (etnomuzicolog), Metoda de cercetare folclorică, Le folklore musical, Sur une melodie russe
- Ion Mușlea, Cercetări folclorice în Țara Oașului, Arta țăranilor români din Transilvania. Icoane pe sticlă și xilogravuri
- Gheorghe Pavelescu, Magia la români
- Ovidiu Bârlea, Folclorul românesc, Eseu despre dansul popular românesc
- Mihai Pop, Obiceiuri tradiționale românești, Folclor literar românesc
- Valer Butură, Etnografia poporului român, Străvechi mărturii de civilizație românească,
- Alexandru Popescu, Tradiții de muncă românești
- Dumitru Pop, Obiceiuri agrare românești
- Ion Vlăduțu, Etnografie românească
- Ernest Bernea, Datină și obicei
- Romulus Vulcănescu, Etnografia: știința culturii populare, București, 1968
- Alexandru Amzulescu, Balada populară din Muscel, 1967

Pentru mai multe date, vezi și Iordan Datcu, Dicționarul etnologilor români, Ed. Saeculum I.O., București, 2006

## Legături externe
- „etnologie” la DEX online